# Madrigalismo
Applicata ad una qualsiasi forma musicale, si parla di madrigalismo quando un testo musicale è strettamente aderente al testo poetico, non solo dal punto di vista musicale, ma anche da quello grafico (può essere definita infatti una musica visiva); ovvero, non è solo la musica che esprime emotivamente i contenuti del testo, ma è lo stesso andamento delle note che richiama alcuni concetti, ad esempio il movimento delle onde del mare (le note disposte sul pentagramma avranno un andamento ondulato) può apparire in corrispondenza della parola «mare»: in questo modo la musica metteva in luce altri significati celati nel testo poetico. Funzione analoga, nel secolo XVI, aveva la presenza di accordi maggiori o minori allo scopo di far "ridere" o "piangere" la musica. 